# Jesper Karlström
Jesper Kewe Karlström (* 21. Juni 1995 in Stockholm) ist ein schwedischer Fußballspieler.

## Karriere

### Verein
Karlström begann im Alter von sechs Jahren bei Hammarby IF mit dem Fußballspielen. 2004 wechselte seine Jugendmannschaft geschlossen zur IF Brommapojkarna. Dort durchlief er die weiteren Jugendabteilungen, bis er 2012 in die erste Mannschaft der Männer aufrückte.
Nach dem Abstieg von Brommapojkarna aus der Fotbollsallsvenskan 2014 unterschrieb Karlström einen Vierjahresvertrag bei Djurgårdens IF, den er zweimal, zuletzt im Januar 2020 bis zum Ende der Spielzeit 2023, verlängerte. Für die Spielzeit 2017 wurde er an seinen vorigen Klub, der gerade in die Superettan aufgestiegen war, ausgeliehen, wobei sich Djurgårdens das Recht vorbehalten hatte, Karlström bei Bedarf vorzeitig zurückzuholen.
Mit Djurgårdens gewann er 2018 den schwedischen Pokal und in der Spielzeit 2019 die schwedische Meisterschaft.
Im Dezember 2020 verpflichtete ihn der polnische Klub Lech Posen bis zum Sommer 2024. Mit Posen wurde er 2022 polnischer Meister.
Am 2. August 2024 wechselte der schwedische Mittelfeldspieler zum italienischen Erstligateam Udinese Calcio. Er unterzeichnete einen Zweijahresvertrag bei der I Bianconeri.

### Nationalmannschaft
Karlström spielte für die schwedische U17-, U19- und U21-Nationalmannschaft.
Am 11. Januar 2018 bestritt Karlström beim 1:0 im Freundschaftsspiel gegen die Dänemark sein erstes Länderspiel für die A-Nationalmannschaft.

## Erfolge
- Schwedischer Meister: 2019
- Schwedischer Pokalsieger: 2018
- Polnischer Meister: 2022